# Liga Mexicana de Football Amateur Association 1909-10
La Temporada 1909-10 fue la edición VIII de la Liga Mexicana de Football Amateur Association que comenzó el 16 de septiembre de 1909 con el partido entre Reforma AC y Pachuca AC y terminó en 1910. Participaron los mismos 3 equipos de la temporada anterior y debutaría el Popo Park FC, club de reciente creación.

## Equipos participantes
| Equipo       | Ciudad           |
| ------------ | ---------------- |
| British Club | Ciudad de México |
| Pachuca AC   | Pachuca, Hidalgo |
| Popo Park FC | Ciudad de México |
| Reforma AC   | Ciudad de México |

## Fechas y Resultados
| Fecha                    | Local        | Resultado | Visitante    | Ref.          |
| ------------------------ | ------------ | --------- | ------------ | ------------- |
| 16 de septiembre de 1909 | Reforma AC   | 3-1       | Pachuca AC   | [ 1 ] [ 2 ]   |
| 17 de octubre de 1909    | British Club | 0-3       | Reforma AC   | [ 1 ] [ 3 ]   |
| 24 de octubre de 1909    | Popo Park FC | 1-1       | British Club | [ 1 ] [ 4 ]   |
| 31 de octubre de 1909    | Reforma AC   | 4-1       | Popo Park FC | [ 1 ] [ 5 ]   |
| 2 de noviembre de 1909   | Pachuca AC   | 3-3       | British Club | [ 1 ] [ 6 ]   |
| 21 de noviembre de 1909  | Popo Park FC | 0-6       | Reforma AC   | [ 1 ] [ 7 ]   |
| 8 de diciembre de 1909   | British Club | 3-0       | Pachuca AC   | [ 1 ] [ 8 ]   |
| 12 de diciembre de 1909  | Pachuca AC   | 2-4       | Popo Park FC | [ 1 ] [ 9 ]   |
| 19 de diciembre de 1909  | Reforma AC   | 3-1       | British Club | [ 1 ] [ 10 ]  |
| 1 de enero de 1910       | Popo Park FC | 5-2       | Pachuca AC   | [ 1 ] [ 11 ]  |
| 2 de febrero de 1910     | British Club | 0-1       | Popo Park FC | a             |
| 5 de febrero de 1910     | Pachuca AC   | 0-0       | Reforma AC   | [ 13 ] [ 14 ] |

a. El British Club perdió por default después de que el partido que estaba programado para jugarse el 7 de noviembre de 1909 se aplazó varias veces.

## Tabla de goleadores
|   | Jugador             | Club         | Goles | Ref.                    |
| - | ------------------- | ------------ | ----- | ----------------------- |
| 1 | Claude M. Butlin    | Reforma AC   | 7     | [ 2 ] [ 3 ] [ 5 ] [ 7 ] |
| 2 | A.B. Woodrow        | Reforma AC   | 4     | [ 5 ] [ 10 ]            |
| 3 | Robert J. Blackmore | Reforma AC   | 3     | [ 2 ] [ 7 ] [ 10 ]      |
| 3 | James F. McNabb     | British Club | 3     | [ 4 ] [ 8 ] [ 10 ]      |
| 4 | O.M. Sharp          | Reforma AC   | 2     | [ 7 ]                   |
| 4 | J. Vial             | Pachuca AC   | 2     |                         |
| 5 | E.B. Ratcliffe      | British Club | 1     | [ 6 ]                   |
| 5 | McCullough          | Popo Park FC | 1     | [ 9 ]                   |
| 5 | Harold B. Payne     | Reforma AC   | 1     | [ 3 ]                   |
| 5 | Ortiz               | Pachuca AC   | 1     | [ 9 ]                   |

## Tabla General
|    | Equipos      | PJ | G | E | P | GF  | GC  | Dif. | Pts. |
| -- | ------------ | -- | - | - | - | --- | --- | ---- | ---- |
| 1° | Reforma AC   | 6  | 5 | 1 | 0 | 19  | 3   | +16  | 11   |
| 2° | Popo Park FC | 6  | 3 | 1 | 2 | 12a | 15  | -3   | 7    |
| 3° | British Club | 6  | 1 | 2 | 3 | 8   | 11b | -3   | 4    |
| 4° | Pachuca AC   | 6  | 0 | 2 | 4 | 8   | 18  | -10  | 2    |

a. Tuvo 11 goles a favor pero se le otorgó uno más por el partido que ganó por default ante el British Club.
b. Tuvo 10 goles en contra pero se le otorgó uno más por el partido que perdió por default ante el Popo Park.

|                               |
| Reforma AC Campeón 4° título. |